# Microsoft Office 2013
Microsoft Office 2013 (nome in codice Office 15) è una versione del software di produttività personale Microsoft Office per Microsoft Windows, e il successore di Microsoft Office 2010.
Office 2013 introduce il supporto al formato di file esteso, il supporto all'input da touch e un'interfaccia rinnovata basata sul linguaggio di design Microsoft, unita al layout dell'interfaccia ribbon delle precedenti versioni.
In Windows RT è stata inclusa l'edizione Home and Student 2013 RT; per le versioni desktop di Windows il pacchetto è disponibile in varie edizioni come vendita al dettaglio. Office 2013 ha abbandonato il supporto a Windows XP, Windows Vista e Windows Server 2008.
La milestone RTM di Office 2013 è stata raggiunta l'11 ottobre 2012, ed è stata resa disponibile al pubblico generale il 29 gennaio 2013.

## Sviluppo
Lo sviluppo di Office 2013 ebbe inizio nel 2010 mentre Microsoft stava completando il lavoro su Microsoft Office 2010, nome in codice Office 14.

### Milestone 2(2703.1000)
Il 16 maggio 2011 trapelò la build 2703.1000 (Milestone 2), dopo che erano già trapelate alcune schermate nel marzo 2011:
- in Word vennero implementate la possibilità di inserire video e audio online e la diffusione sul Web dei documenti;[9]
- Excel introduceva uno strumento per filtrare i dati in una linea del tempo, la possibilità di convertire i numeri romani in numeri arabi, e l'integrazione di funzioni trigonometriche avanzate;[9]
- PowerPoint includeva nuovi modelli ed effetti di transizione;[8]
- Outlook presentava i cambiamenti più marcati, tra cui una nuova visualizzazione delle operazioni pianificate;[8]
- OneNote includeva un nuovo splash screen.[8]

### Anteprima tecnica(3612.1010)
Il 30 gennaio 2012 un'anteprima tecnica di Office 15, la build 3612.1010, fu resa disponibile a un gruppo selezionato di tester legati da accordi di non divulgazione.

### Customer Preview(4128.1022)
Il 16 luglio 2012, Microsoft tenne una conferenza stampa per presentare Office 2013 e per rendere pubblico Office 2013 Consumer Preview, una versione di anteprima gratuita e pienamente funzionale con scadenza.

Icone delle applicazioni incluse in Office 2013

### Release to Manufacturing
Office 2013 ha raggiunto la milestone RTM l'11 ottobre 2012.
Dal 24 ottobre 2012 la versione finale RTM di Office 2013 Professional Plus è disponibile agli abbonati a TechNet e MSDN.
Dal 15 novembre 2012 le versioni di prova di Office 2013 Professional Plus, Project Professional 2013 e Visio Professional 2013 sono disponibili al pubblico su TechNet e MSDN.
La pubblicazione generale (GA) della versione RTM di Office 2013 è avvenuta il 29 gennaio 2013.

## Nuove funzionalità
Office 2013 è maggiormente "basato sulla cloud" rispetto alle versioni precedenti. Per esempio, OneDrive (ex SkyDrive) è la posizione di salvataggio predefinita. Inoltre, Microsoft offre Office 2013 tramite abbonamento a Microsoft 365 in alternativa alle versioni standard vendute al dettaglio.
Le nuove funzionalità di Office 2013 comprendono:
- la nuova modalità Lettura in Word;
- una modalità Presentazione in PowerPoint;
- un supporto migliorato all'input da touch e da penna in tutti i programmi Office;
- la possibilità di inserire in Word video e audio da fonti online;[9]
- la diffusione sul Web dei documenti di Word;[9]
- la possibilità di sincronizzare la posizione di un documento di Word o PowerPoint tra diversi computer;
- un aspetto più piatto dell'interfaccia ribbon e delle animazioni dei sottotitoli alla digitazione e alla selezione (Word e Excel);
- una nuova visualizzazione per le operazioni pianificate in Outlook;
- una nuova esperienza di avvio;[non chiaro]
- nuove opzioni grafiche in Word;[non chiaro]
- gli oggetti come le immagini possono essere spostati liberamente; si ancorano ai bordi come i margini di paragrafo, il margine del documento e i bordi di colonna;
- il supporto alle immagini online con contenuti da Office.com, Bing.com e Flickr (per impostazione predefinita, solo immagini nel pubblico dominio);[che tipo di supporto?]
- la possibilità di ritornare all'ultima posizione visualizzata o modificata in Word e PowerPoint;
- nuovi elementi di design, animazioni e transizioni per le diapositive in PowerPoint;[non chiaro]
- il supporto a Outlook.com e Hotmail.com in Outlook;
- supporto a Skype e Yammer.[non chiaro]

### Supporto formati di file
Microsoft Office 2013 aggiorna il supporto a ISO/IEC 29500, la versione International Standard del formato di file Office Open XML (OOXML): in particolare supporta il salvataggio nel profilo "Strict" di ISO/IEC 29500 (Office Open XML Strict).
Office 2013 supporta inoltre la versione 1.2 di ISO/IEC 26300:2006, il formato ODF 1.2, in lettura e in scrittura.
Office 2013 può aprire e modificare il formato PDF ISO 32000 e salvare in esso.

### Limiti di Excel
Excel 2013 supporta nuovi limiti di modello:
| Oggetto                                                                      | Limite massimo                                                                              |
| ---------------------------------------------------------------------------- | ------------------------------------------------------------------------------------------- |
| Caratteri nel nome di una tabella o di una colonna                           | 100 caratteri                                                                               |
| Numero di tabelle in un modello                                              | 2.147.483.647 byte (2 GiB)                                                                  |
| Numero di colonne e colonne calcolate in una tabella                         | 2.147.483.647 byte (2 GiB)                                                                  |
| Limite di memoria, misurato durante il salvataggio di una cartella di lavoro | 4.294.967.296 byte (4 GiB)                                                                  |
| Richieste concorrenti per ogni cartella di lavoro                            | 6                                                                                           |
| Numero di connessioni                                                        | 5                                                                                           |
| Numero di valori distinti in una colonna                                     | 1.999.999.997                                                                               |
| Numero di righe in una tabella                                               | 1.999.999.997                                                                               |
| Lunghezza delle stringhe                                                     | 536.870.912 byte (512 MB), equivalenti a 268.435.456 caratteri Unicode (256 mega caratteri) |

## Funzionalità scomparse
Alcune funzionalità scompaiono da Office 2013 rispetto alla precedente versione Office 2010.
Dall'intera suite
- Microsoft SharePoint Workspace
- Microsoft Clip Organizer
- Microsoft Office Picture Manager
- stili per i grafici di Office 2007 e Office 2010
- possibilità di inserire un grafico 3D a cono, piramide o cilindro (anche se è possibile inserire un grafico 3D a rettangolo e modificarne la forma dopo l'inserimento)
- opzione per installare i file della Guida locali durante l'installazione (offline è disponibile solo una versione di base dei file della Guida)

Da Microsoft Word
- Custom XML Markup, rimosso per motivi legali
- oggetti WordArt molto vecchi, convertiti in oggetti WordArt nuovi

Da Microsoft Access
- Access Data Projects (ADP)
- supporto a Jet 3.x IISAM
- controllo Access OWC
- suite di supporto dBASE

Da Microsoft Outlook
- Outlook Exchange Classic offline
- supporto a Microsoft Exchange Server 2003[17]
- parametro di avvio da riga di comando /Cleanfreebusy[perché è importante?][16]
- possibilità di importare e di esportare da/in qualsiasi formato diverso da Personal Storage Table (PST) o valori separati da virgola (CSV)
- personalizzazione di Note e Windows Journal
- scheda Attività di Outlook
- Outlook Mobile Service (OMS)
- ricerca in Outlook tramite la shell di Windows
- modalità Scarica solo i titoli per IMAP[18]

Da Microsoft PowerPoint
- supporto a Visio Drawing

## Edizioni

### Suite tradizionali
Come le precedenti versioni, Office 2013 è disponibile in diverse edizioni. Tutte le tradizionali edizioni di Microsoft Office 2013 contengono Word, Excel, PowerPoint e OneNote e sono concesse in licenza per l'uso su un unico computer.
In certi mercati, come gli Stati Uniti e il Regno Unito, Office 2013 non è disponibile su un DVD in vendita al dettaglio come le precedenti versioni; le copie confezionate contengono solamente una product key, e invitano gli utenti a scaricare il software dal sito Web di Office e ad attivarlo con il codice nel pacchetto. In alcuni mercati emergenti è ancora offerta la versione DVD.
|                                          | (prodotto singolo)         | Home & Student                | Home & Business   | Standard                | Professional      | Professional Plus       |
| ---------------------------------------- | -------------------------- | ----------------------------- | ----------------- | ----------------------- | ----------------- | ----------------------- |
| Disponibilità                            | (variabile)                | Al dettaglio, OEM, Windows RT | Al dettaglio, OEM | Contratto multilicenza  | Al dettaglio, OEM | Contratto multilicenza  |
| Numero massimo di utenti                 | 1                          | 1                             | 1                 | (dipende dalla licenza) | 1                 | (dipende dalla licenza) |
| Numero massimo di dispositivi per utente | 1                          | 1                             | 1                 | (dipende dalla licenza) | 1                 | (dipende dalla licenza) |
| Uso commerciale consentito?              | Sì                         | Parziale                      | Sì                | Sì                      | Sì                | Sì                      |
| Word                                     | Sì                         | Sì                            | Sì                | Sì                      | Sì                | Sì                      |
| Excel                                    | Sì                         | Sì                            | Sì                | Sì                      | Sì                | Sì                      |
| PowerPoint                               | Sì                         | Sì                            | Sì                | Sì                      | Sì                | Sì                      |
| OneNote                                  | Sì                         | Sì                            | Sì                | Sì                      | Sì                | Sì                      |
| Outlook                                  | Sì                         | No                            | Sì                | Sì                      | Sì                | Sì                      |
| Publisher                                | Sì                         | No                            | No                | Sì                      | Sì                | Sì                      |
| Access                                   | Sì                         | No                            | No                | No                      | Sì                | Sì                      |
| InfoPath                                 | Sì                         | No                            | No                | No                      | No                | Sì                      |
| Lync                                     | Sì                         | No                            | No                | No                      | No                | Sì                      |
| SharePoint Designer                      | Sì                         | No                            | No                | No                      | No                | No                      |
| Project                                  | Sì                         | No                            | No                | No                      | No                | No                      |
| Visio                                    | Sì                         | Visualizzatore                | Visualizzatore    | Visualizzatore          | Visualizzatore    | Visualizzatore          |
| Prezzo al pubblico                       | € 135,00 ogni applicazione | € 119,00                      | € 269,00          | (dipende dalla licenza) | € 539,00          | (dipende dalla licenza) |

1. ↑  Word, Excel, PowerPoint e OneNote sono disponibili anche su Windows RT con funzionalità limitate.
2. ↑  I contratti multilicenza di Office 2013 e gli abbonamenti business a Microsoft 365 consentono l'uso commerciale di Office RT (fonte).

### Microsoft 365
I servizi online di Microsoft 365, precedentemente destinati agli utenti aziendali, con Office 2013 includono nuovi piani destinati all'uso domestico. Gli abbonamenti consentono l'uso delle applicazioni di Office 2013 (insieme agli altri servizi) da parte di più utenti utilizzando un modello software as a service. Sono disponibili diversi piani per Microsoft 365, alcuni dei quali includono anche servizi a valore aggiunto, come 20 GB di archiviazione SkyDrive e 60 minuti di Skype al mese nel nuovo piano Home. Queste nuove offerte di abbonamento sono posizionate come una nuova opzione per i clienti che vogliono un modo conveniente per comprare e usare Office su più computer familiari.
Le suite di Office 2013 vendute al dettaglio sono complementate da quattro abbonamenti a Microsoft 365:
- Microsoft 365 Home permette a 5 utenti di installare Office 2013 su al più 5 PC e di ottenere 20 GB aggiuntivi di archiviazione online su SkyDrive; l'abbonamento comprende 60 minuti gratuiti su Skype e la versione di Office 2011 per Mac;
- Microsoft 365 Small Business Premium, destinato alle imprese con un massimo di 10 dipendenti, comprende una casella di posta Exchange Online da 25 GB, e uno spazio di archiviazione nella cloud basato su SharePoint Online da 10 GB per la società con 500 MB in più per ogni account utente;
- Microsoft 365 ProPlus, destinato ad imprese più grandi con un massimo di 25 dipendenti, può essere installato da ogni utente su al più 5 macchine;
- Microsoft 365 Enterprise, oltre a comprendere Microsoft 365 ProPlus senza il limite degli utenti, aggiunge Exchange Online con capacità di archiviazione più conformità di legge, SharePoint Online per la gestione e la condivisione dei documenti, e Lync Online per le comunicazioni di lavoro.

| Suite                                    | Microsoft 365 University | Microsoft 365 Home               | Microsoft 365 Small Business Premium | Microsoft 365 ProPlus | Microsoft 365 Enterprise |
| ---------------------------------------- | ------------------------ | -------------------------------- | ------------------------------------ | --------------------- | ------------------------ |
| Numero massimo di utenti                 | 1                        | Tutti gli utenti in una famiglia | 10                                   | 25                    | Illimitati               |
| Numero massimo di dispositivi per utente | 2 computer e 2 cellulari | 5 condivisi tra tutti gli utenti | 5                                    | 5                     | 5                        |
| Uso commerciale consentito?              | No                       | No                               | Sì                                   | Sì                    | Sì                       |
| Word                                     | Sì                       | Sì                               | Sì                                   | Sì                    | Sì                       |
| Excel                                    | Sì                       | Sì                               | Sì                                   | Sì                    | Sì                       |
| PowerPoint                               | Sì                       | Sì                               | Sì                                   | Sì                    | Sì                       |
| OneNote                                  | Sì                       | Sì                               | Sì                                   | Sì                    | Sì                       |
| Outlook                                  | Sì                       | Sì                               | Sì                                   | Sì                    | Sì                       |
| Publisher                                | Sì                       | Sì                               | Sì                                   | Sì                    | Sì                       |
| Access                                   | Sì                       | Sì                               | Sì                                   | Sì                    | Sì                       |
| InfoPath                                 | No                       | No                               | Sì                                   | Sì                    | Sì                       |
| Lync                                     | No                       | No                               | Sì                                   | Sì                    | Sì                       |
| SharePoint Designer                      | No                       | No                               | No                                   | No                    | No                       |
| Project                                  | No                       | No                               | No                                   | No                    | No                       |
| Visio                                    | Visualizzatore           | Visualizzatore                   | Visualizzatore                       | Visualizzatore        | Visualizzatore           |

1. ↑  Solo studenti e personale universitario.

### Office RT
In Windows RT vi è l'edizione Home and Student 2013 RT. Secondo Microsoft, gli sviluppatori sono riusciti a mantenere al minimo assoluto il consumo di batteria e di energia, che è cruciale sui dispositivi Windows RT.
La modalità touch è attiva per impostazione predefinita. Office ha massimizzato la durata delle batterie modificando alcune funzionalità: ad esempio, il lampeggiamento si arresta dopo qualche secondo se l'utente smette di utilizzare il programma, e viene sostituito da un cursore fisso e non lampeggiante.
Office RT trae inoltre vantaggio dell'hardware assicurando che esso utilizzi in modo appropriato i processori System on a Chip (SoC) ARM. Grazie a Windows RT, Office RT può trarre vantaggio della scheda grafica incorporata per effettuare il rendering di elementi come i video in modo da estendere la durata delle batterie. Office RT memorizza modelli e clip art nella cloud per risparmiare spazio di archiviazione. Office RT non viene più venduto con differenti pacchetti lingua, ma utilizza il pacchetto lingua corrente installato in Windows RT, e chiede all'utente di installare un altro pacchetto lingua se è stata scelta un'altra lingua con cui lavorare. Office 2013 trae vantaggio dal supporto alla rete cellulare incluso in Windows RT: Office RT ha una funzionalità che può rilevare se la rete cellulare è misurata, e se lo è il traffico di rete viene limitato per ridurre l'impatto di Office RT.
Office RT non supporta:
- l'esecuzione di macro, componenti aggiuntivi e funzionalità che si affidano a controlli ActiveX o codice di terze parti;
- la visualizzazione di formati multimediali molto vecchi in PowerPoint, che sarà necessario aggiornare a formati moderni;
- la registrazione vocale in PowerPoint;
- la modifica di equazioni scritte in Equation Editor 3.0 (la visualizzazione funzionerà);
- l'invio di messaggi di posta elettronica, poiché Outlook non è incluso in Windows RT ed è sostituito dalla app Mail;
- la creazione di un modello di dati in Excel, anche se PivotTables, QueryTables e Pivot Charts funzioneranno;
- la ricerca di file video/audio incorporati, la registrazione di note audio/video e l'importazione da uno scanner collegato con OneNote.

Poiché la versione di Office RT inclusa sui dispositivi con Windows RT è basata sulla versione Home and Student, non può essere usata per attività commerciali, a scopo o non a scopo di lucro, a meno che la società non abbia già un contratto multilicenza per Office 2013, o l'utente non abbia un abbonamento a Microsoft 365 con diritti d'uso commerciale.

### App di Office per Windows 8 e RT
Insieme ad Office RT, Microsoft ha anche realizzato due varianti delle applicazioni di Office 2013 disponibili come app di Windows Store gratuite alla pubblicazione di Windows 8 e RT, come OneNote MX, una versione di OneNote ottimizzata per tablet, e un client Microsoft Lync.

### Office su Windows Phone 8
Windows Phone 8 include una versione aggiornata della suite Office Mobile, che è composta dalle versioni mobile di Word, Excel, PowerPoint e OneNote. Rispetto alle versioni per Windows Phone 7, le nuove versioni aggiungono un'interfaccia Office Hub migliorata in grado di sincronizzare i documenti modificati e aperti di recente (comprese le modifiche ai documenti memorizzati tramite Microsoft 365 e SkyDrive), una app OneNote separata con funzionalità aggiuntive (come le note vocali e l'integrazione con la nuova funzionalità "Rooms" del sistema operativo), e una funzionalità migliorata di modifica e visualizzazione dei documenti.

### Office Online
Microsoft ha aggiornato Office Online che era precedentemente fornito con Office 2010. Office Online comprende le versioni online aggiornate di Word, Excel, PowerPoint e OneNote. Le app Web forniscono lo stesso aspetto piatto delle loro controparti desktop. Gli utenti possono usare Office Online per creare documenti e scaricarli localmente sui loro computer. Office Online Preview è disponibile su Microsoft OneDrive dal 16 luglio 2012.

## Requisiti minimi di sistema
| Processore (CPU)          | x86/x64 da 1 GHz o superiore con instruction set SSE2             |
| Memoria RAM               | 1 GB (32 bit), 2 GB (64 bit)                                      |
| Spazio su disco fisso     | 3 GB                                                              |
| Risoluzione dello schermo | 1024×576 o superiore                                              |
| Scheda video              | DirectX 10 per accelerazione grafica hardware                     |
| Sistema operativo         | Windows 7, Windows Server 2008 R2, Windows 8, Windows Server 2012 |

## Service Pack
| Nome           | Data di rilascio | Pagina                | Pagina                |
| -------------- | ---------------- | --------------------- | --------------------- |
| Nome           | Data di rilascio | 32 bit                | 64 bit                |
| Service Pack 1 | 13 febbraio 2014 | download link diretto | download link diretto |